# Партия «шляп»
Партия «шляп» (швед. hattpartiet, hattarna) — шведская политическая партия периода «эры свобод».

## История
Возникла в 1730-х годах и представляла собой объединение различных групп в тогдашнем сословном риксдаге, несогласных с осторожной политикой, проводимой президентом Канцелярии Арвидом Горном. У истоков партии стояли несколько бывших членов голштинской партии, прежде всего член риксрода К.Юлленборг и президент Коммерц-коллегии Д. Н. фон Хёпкен. Первоначально они выступали как противники короля Фредрика и имели прорусские настроения. Однако в начале 1730-х годов им удалось войти в милость к королю и его любовнице Хедвиге Таубе. Чтобы привлечь на свою сторону бюргерство, они выступали за проведение более строгой меркантилистской политики, нежели это делал А. Горн. Во время риксдага 1734 года они объединились с партией войны, которая возникла в связи с началом войны за Польское наследство, и тем самым положили начало партии «шляп».
Новообразованная партия выступала за реваншистскую войну против России и восстановление позиций Швеции на политической арене Европы, а также за ускоренное развитие экономики (прежде всего, промышленности и торговли) путём увеличения пошлин, государственной поддержки предпринимателей, низкопроцентных банковских займов и т. д.
Партия имела поддержку, прежде всего, в среде молодых дворян, а также среди промышленников и крупных торговцев. Для увеличения своего влияния «шляпы» широко использовали агитацию среди населения, распространяли листовки, памфлеты. Финансовую помощь активно оказывала Франция.
С началом в 1735 году русско-турецкой войны в Швеции усилились реваншистские настроения, которые в 1739 году ещё более подогрело убийство русскими офицерами майора Малькольма Синклера, возвращавшегося из Турции с важными документами.
На риксдаге 1738 года «шляпы» смогли привлечь на свою сторону большинство дворянского и бюргерского сословия, что позволило поставить под свой контроль Секретный комитет. Используя довольно бесцеремонные методы, партия вынудила А. Горна уйти в отставку и изгнала его сторонников из риксрода. Начавшаяся в 1741 году русско-шведская война закончилась поражением Швеции, однако это не привело к ослаблению партии «шляп». На риксдаге 1746—1747 годов «шляпы» одержали полную победу над «колпаками», которые имели слишком тесные связи с Россией, чтобы привлечь симпатии на свою сторону.
В 50-х годах партия сделалась первейшим защитником свобод от посягательств на них королевской власти. После неудавшегося государственного переворота 1756 г. влияние партии достигло своего апогея. Потерпев поражение в прямом столкновении с Россией в 1741—1743 годы партия сделала акцент на укрепление обороны Швеции, обновление крепостей на русско-финской границе и создании шхерного флота.
В конце 50-х годов партия «шляп» вступила в полосу кризиса, вызванного участием Швеции в Семилетней войне, в результате которой были подорваны финансы и денежная система. Противоречия внутри партии привели к созданию внутри неё различных фракций. На риксдаге 1760—1762 годах позиции «шляп» оказались ослабленными, а на собрании сословий в 1765—1766 годах окончательно подорванными. «Шляпы» искали поддержки у придворной партии, и благодаря союзу с ней им удалось в 1769 году вновь прийти к власти. Однако весной 1772 года они опять потерпели поражение от партии «колпаков». Ряды партии редели, многие из «шляп» перешли на сторону короля Густава III и с восторгом встретили осуществлённый им в августе 1772 года государственный переворот, положивший начало «густавианскому абсолютизму».

## Название
Своих противников сторонники реваншистской войны с Россией презрительно называли «ночными колпаками», себя же в противоположность им стали называть «шляпами».

## Лидеры партии «шляп»
Карл Юлленборг, Карл Густав Тессин, Андерс Юхан фон Хёпкен, Аксель фон Ферзен.

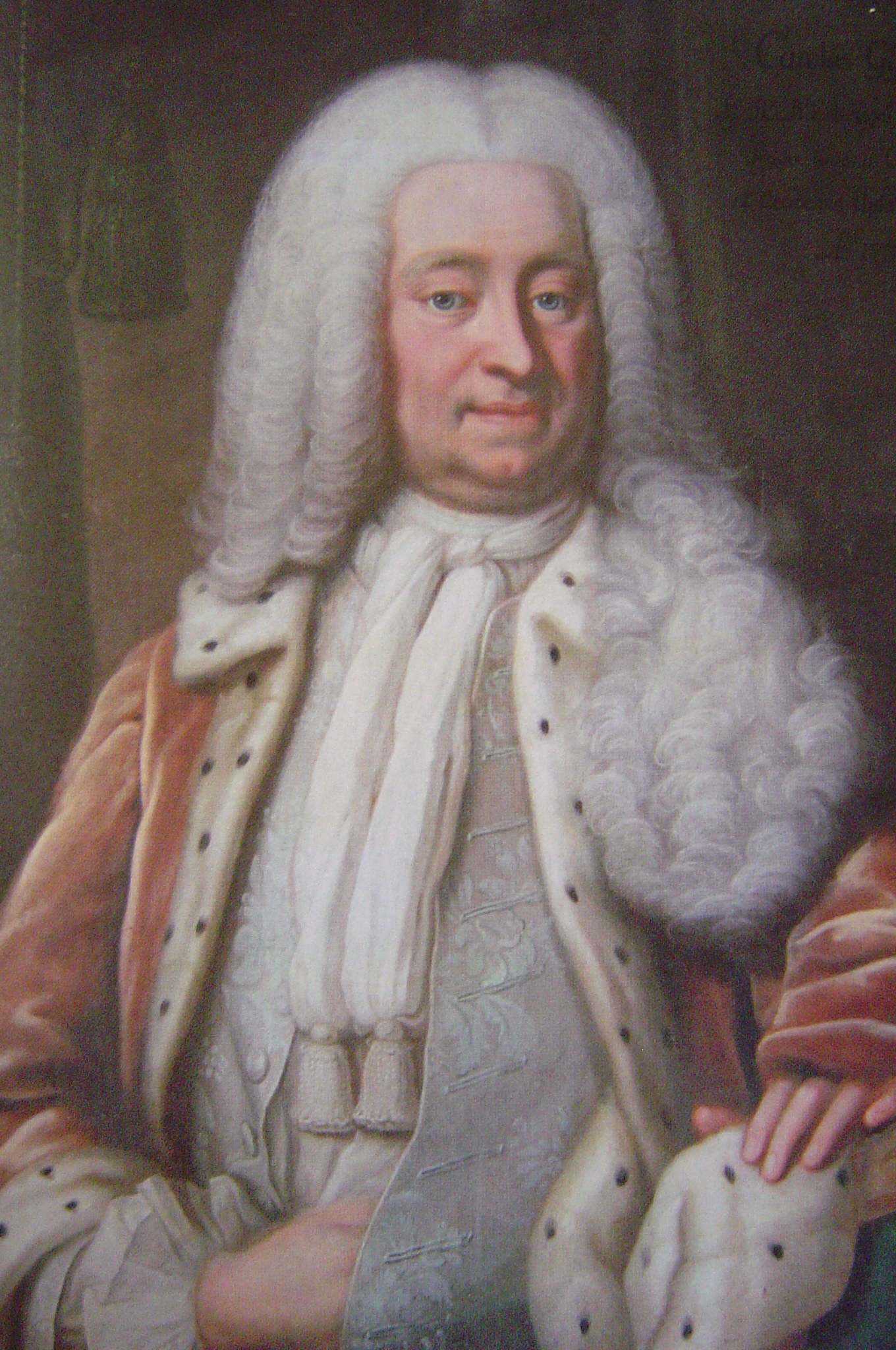
Карл Юлленборг
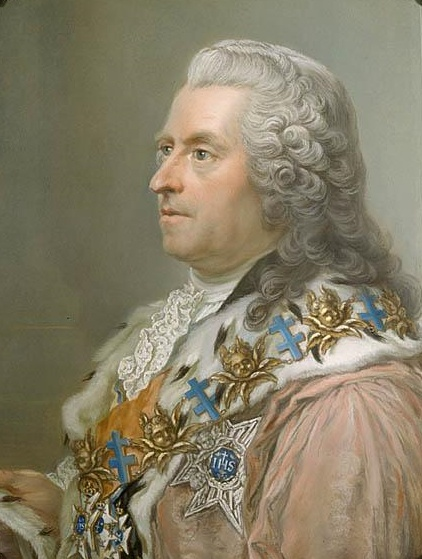
Карл Густав Тессин
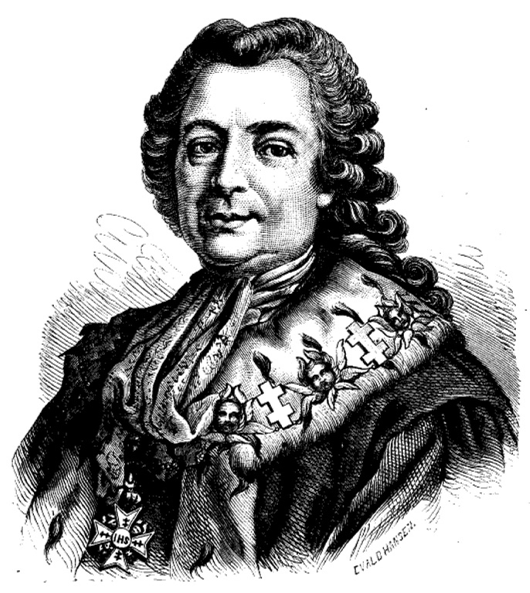
Андерс Юхан  фон Хёпкен
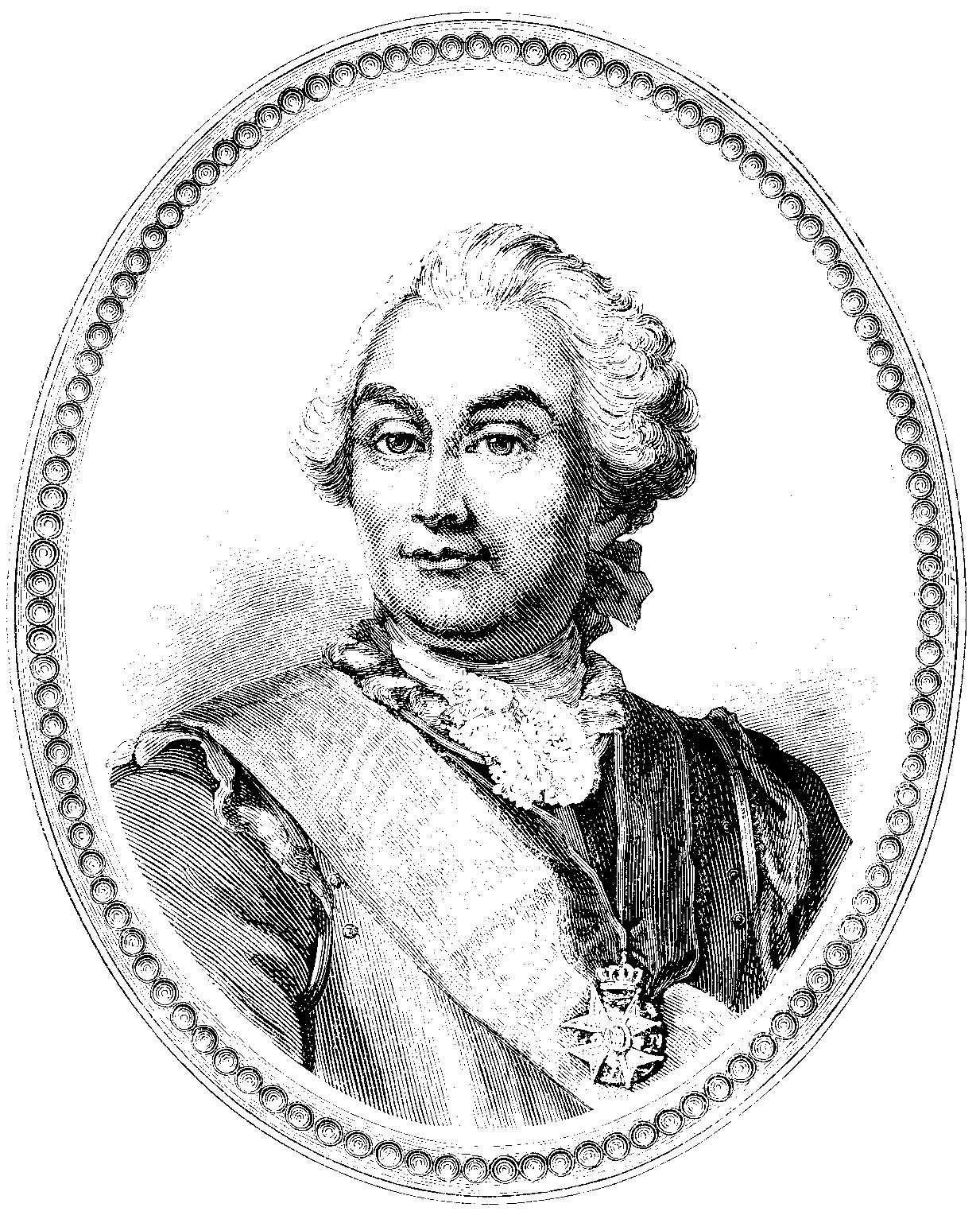
Аксель фон Ферзен